# Monolepta upembaensis
Monolepta upembaensis là một loài bọ cánh cứng trong họ Chrysomelidae. Loài này được Wagner miêu tả khoa học năm 2000.